# Посольство Макартни

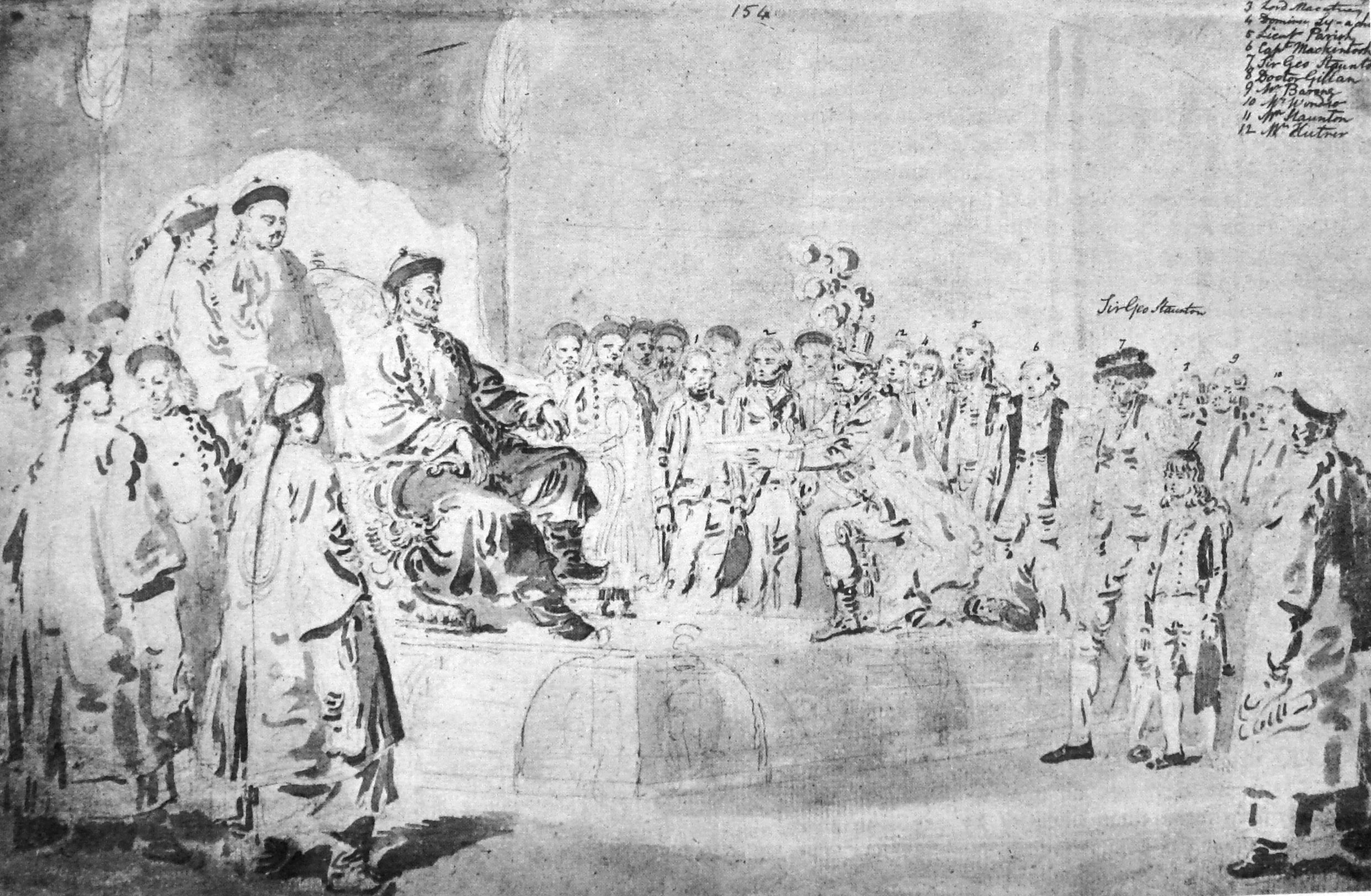
Приём у китайского императора (1793 г.), рис. из коллекции Британской библиотеки иллюстрирует книгу А. Тойнби «Постижение истории».

Посольство лорда Дж. Макартни (устар. посольство Макартнея; 1792—1794 годы) — первое британское и вообще первое официальное иностранное посольство, допущенное в столицу Китая — Пекин и принятое лично китайским императором Цяньлунем. Названо так по имени его главы, лорда Джона Макартни, — видного английского дипломата и колониального администратора. Хотя посольство не добилось существенных изменений в двусторонних отношениях Англии и Китая, изданные путевые заметки Макартни и других участников (1797, рус. пер. 1804) остаются значимым источником китайской истории конца XVIII века.

## История
Посольство Макартни было отправлено британским правительством для переговоров:
- об установлении дипломатических отношений между Китаем и Англией,
- о заключении торгового договора открытия новых портов (помимо уже открытого Кантона, ныне Гуанчжоу),
- о ликвидации стеснительной для иностранной торговли монополии китайской компрадорской организации «Ко-Хонг[англ.]».

Посольство пробыло в Китае два года — 1792—1794, но не добилось никаких существенных изменений в англо-китайских торгово-дипломатических отношениях.
Во время путешествия по Китаю самим Макартни и его сотрудниками велись заметки и дневники, касавшиеся как хода переговоров, так и экономики, культуры, администрации и быта Китая.
В Старом Летнем дворце Макартни приняли как посла далёкого и маленького «варварского» государства — очередного «данника» богдыхана, а его подарки были восприняты как преподношение дани. 

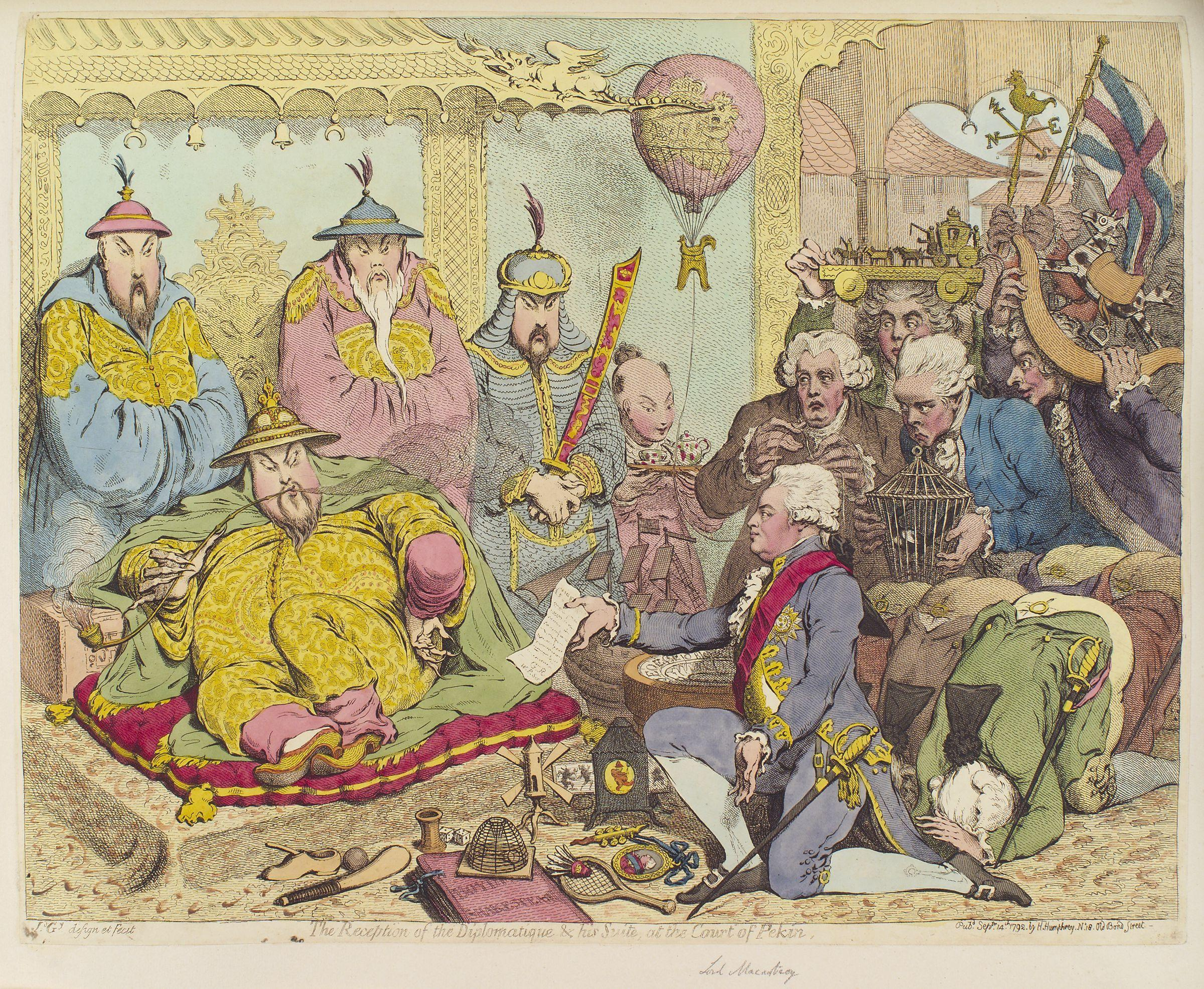
Карикатура Джеймса Гилрея, изображающая отношение китайцев к европейским диковинкам, даримым посольством Макартни

Ответ императора на послание британского короля был таким:

Мы, волею Небес Император, предлагаем королю Англии свое покровительство. Хотя Ваша страна, о Король, лежит на далеком океане, склоняя Ваше сердце к цивилизации, Вы специально послали своего посла, чтобы с уважением доставить нам государственное послание; и, плывя по морям, он достиг нашего двора, чтобы пасть ниц и передать поздравления императору по случаю дня рождения, а также представить туземные продукты для демонстрации Вашей искренности.
Мы внимательно прочитали текст Вашего государственного послания, и его язык выражает Вашу искренность. Из него ясно видны Ваше раболепие и покорность...
Небесный Император, повелевающий всем между четырех морей (то есть всем миром), просто слишком занят делами Государства и не ценит редкие и драгоценные вещи... Весть о добродетели и мощи небесной Династии проникла очень далеко и мириады королевств присылали послов с подарками, так что всевозможные редкие и драгоценные вещи из-за гор и морей собраны здесь. Вещи, которые Ваш главный посол и другие видели сами. Однако мы никогда не ценили бесхитростные поделки и не имеем ни малейшей нужды в товарах, производимых в Вашей стране. 

Арнольд Тойнби "Постижение истории":
"Смех - лучшее лекарство, так давайте увидим, сколь смешно выглядит "англосаксонская манера" при встрече с другим народом. Вот, например, отрывок из официального письма, которое было передано философски настроенным императором Цзяньлуном британскому посланнику для передачи его патрону, слабоумному королю Британии Георгу III в 1793 г.: "Ты, о король, живешь за пределами многих морей; тем не менее, движимый смиренным желанием способствовать благу нашей цивилизации, ты направил миссию со своим верноподданническим посланием... Я обнаружил в нем благородное самоуничижение, заслуживающее высокой похвалы. Учитывая тот факт,что твой Посол и представитель продвлали длинный путь с меморандумом и дарами, я оказал им высочайшую честь, разрешив присутствовать на приеме. Чтобы показать им свою благосклонность,я устроил в их честь обед и щедро одарид их...Что же до твоей просьбы аккредитировать их при моем небесном Дворе с целью контроля над торговлей с Китаем, то она противоречит практике моей Династии и едва ли выполнима... Если даже, как ты утверждаешь, почтение к нашей Божественной Династии вселяет в тебя желание ознакомиться с нашей цивилизацией, то церемонии и законы ?юши настолько отличаются от ваших, что, если даже твой посланник и усвоит что-либо из них, ты все равно не сможешь привить их на твоей чужой для нас почве. Поэтому, как бы ни был твой посланник учен,ничего из этого не выйдет. Управляя всем миром, я преследую одну цель,а именно:сохранить благое правление и выполнить долг перед Государством. Чужие и дорогостоящие цели меня не интересуют. Если я распорядился принять посланные тобой подарки, о король, то сделал это лишь потому, что они присланы издалека. Царственная добродетель нашей Династии проникла во все страны Поднебесной,и цари всех народов шлют нам свои дары по суше и по морю.У нас есть все,и это может свидетельствовать твой посол. Я не придаю особого значения вещам экзотическим или примитивным, и в товарах твоей страны мы не нуждаемся"

### Участники посольства
- Лорд Джон Макартни (1737—1806) — 1-й граф Макартни, глава дипломатической миссии.
- Гауэр, Эразм[англ.] (1742—1814) — уэльский офицер флота, командир экспедиции.
- Джордж Стаунтон (1737—1801) — английский ботаник и врач. Описал это путешествие в своём отчёте «Account of an embassy from the king of Great Britain to the emperor of China» (Лондон, 1797)[4]. Его сын:
  - Томас Стаунтон (1781—1859) — во время посольства одиннадцатилетний мальчик, владевший китайским языком, чем поразил самого императора. Будущий востоковед и синолог, член Лондонского королевского общества (1803) и Палаты общин (1818—1852).
- Джон Барроу (Барро; 1764—1848) — до экспедиции бывший наставником юного Стаунтона, штатный переводчик посольства. Публиковал свои впечатления о миссии в «Quarterly Review» и частью в его книге «Travels to China» (Лондон, 1804)[5].

### Документы посольства
- Письмо короля Георга III императору Китая (послано с Макартни)
- Инструкция английского правительства лорду Макартни
- Ответ императора Китая Цяньлуна королю Англии

### Впечатления лорда Макартни
- Отрывок из впечатлений лорда Макартни (О некоторых обыкновениях Китайских // Вестник Европы, Часть 22. № 15. 1805)
- О подаренных двух каретах (Смесь // Вестник Европы, Часть 22. № 14. 1805)

## Издания
Книга Стаунтона была издана в Лондоне в 1797 («Account of an embassy from the king of Great Britain to the emperor of China»), а в 1804 переведена на русский язык («Путешествие во внутренность Китая и в Тартарию, учинённое в 1792, 1793 и 1794 гг. лордом Макартнеем», 4 части, Москва, 1804). Является интересным источником по истории Китая конца XVIII века.

### Статьи
- Wood, Frances. Britain's first view of China: The Macartney Embassy 1792-1794 (англ.) // RSA Journal. — RSA The royal society for arts, manufactures and commerce, 1994. — Vol. 142, iss. 5442. — P. 59-68.